# 秋水長天
《秋水長天》是1980年台灣電視公司（台視）九點半檔國語連續劇，是台灣電視史上第一部電子新聞採集（ENG）單機作業的連續劇，製作單位台視節目部，製作人朱朱，導播黃以功，主演劉德凱、蕭芳芳、曹健、胡家瑋、雷鳴、韓甦等，是蕭芳芳在台灣唯一擔綱主演的電視連續劇。1980年5月12日首播，1980年6月14日結束，播出時間為每週一至週五21:30~22:25及每週六22:00~22:55，共30集。

## 故事大綱
向依虹（蕭芳芳飾）因丈夫曾嘉文的逝世，帶著七歲的女兒灣灣（胡家瑋飾）回到老家，與擔任臺灣鐵路管理局淡水線關渡車站副站長的老父親（韓甦飾）相依為命。
依虹在關渡車站於無意間結識了牧場小開夏臨秋（劉德凱飾），卻遭遇來自兩方家庭的壓力。婆婆曾老太太（張冰玉飾）思想古板、一心想要奪得灣灣的監護權，而夏家父母（崔福生、孟滌塵飾）極力反對兒子臨秋與寡婦依虹交往。臨秋開始對依虹展開追求，兩人不顧眾人反對，直接訂婚。
訂婚後，臨秋在家中逼迫下，出國留學深造；且依虹遭夏家退婚，這時卻發現自己懷孕。依虹癡等臨秋捎來的音訊，得到的卻是他在美國移情別戀、與何玉珍（王景平飾）相戀的消息。依虹公司的上司李維帆（曹健飾）從第一次他到公司對依虹聰穎的表現，暗戀她許久。依虹被李維帆的真性情所感動，於是答應嫁給他，兩人婚後幸福美滿。
不料夏臨秋突然回國，而發現自己健康狀況亮起紅燈的李維帆盡力撮合依虹與臨秋復合。維帆甚至為了達到目的，不惜故意苛待依虹，以讓她回到臨秋身邊。最後，依虹有感於維帆的真心真意，以及自己對臨秋的一段情已無法追回，而選擇留在維帆身邊。
最後，臨秋在一次休息中回到與依虹初次邂逅的關渡車站，懷念著跟依虹當時美好的回憶。何玉珍拿著一張紙寫著：「告訴我，情歸何處？」，臨秋則在紙上寫下：「明天再說！」以淡水線列車過完山洞一景結束全劇。

## 工作人員
本段以台視2010年重製版片頭第1集的工作人員表為準。
- 製作：台視節目部
- 製作人：朱朱
- 企劃：陳鐵輝、徐斌揚
- 劇名題字：莊嚴
- 片頭攝影：阮義忠
- 編劇：夏美華、舒子平
- 化妝：
- 服裝：
- 陳設：
- 助理：
- 外景攝影：大世紀傳播EFP小組
- 攝影助理：
- 外景剪輯：
- 特殊音效：
- 製作助理：
- 燈光：
- 美術指導：翁明川、姚銀生
- 音樂指導：李義雄
- 場記：
- 技術指導：李長盛
- 助理導播：敏慧、朱莉莉
- 導播：黃以功

## 主題歌
- 「秋水長天」

作詞：梁光明、作曲：翁清溪、演唱：王芷蕾

## 登場角色與演員

### 夏家/夏家經營的牧場員工/朋友
| 角色名 | 飾演者 | 備註 |
| ------ | ------ | --- |
| 夏臨秋 | 劉德凱 | |
| 夏靜秋 | 夏台鳳 | 臨秋胞姊，原對胞弟臨秋與依虹間的感情發展不看好，後轉支持。對己之感情也甚有主見。                                                           |
| 夏寒濤 | 崔福生 | 臨秋、靜秋之父。 |
| 夏母   | 孟滌塵 | 臨秋、靜秋之母。 |
| 趙大海 | 乾德門 | 夏家牧場工頭，自小孤兒，身世顛沛流離。對靜秋默默付出關心，但被夏家二老發現他對靜秋的心意後決定辭職。                                       |
| 小陳   | 康殿宏 | 夏家牧場的員工。 |
| 何玉珍 | 王景平 | 臨秋父親友人的女兒，臨秋赴美後在當地照應他的生活，兩人親如兄妹。性格灑脫開朗，但後來也逐漸對臨秋動心。飾演者王景平為當時男主角劉德凱之妻。 |
| 孫建言 | 龍宣   | 夏家二老為靜秋安排的結婚對象。並未如願。                                                                                                   |
| 徐教授 | 張方霞 | 夏臨秋對法律的詢問對象 |

### 向家/朋友
| 角色名       | 飾演者 | 備註                                                             |
| ------------ | ------ | ---------------------------------------------------------------- |
| 向依虹       | 蕭芳芳 |                                                                  |
| 灣灣（幼年） | 胡家瑋 | 依虹與亡夫曾嘉文之間生下的女兒。總是對臨秋稱呼為「夏一跳叔叔」。 |
| 灣灣（少年） | 胡家瑛 | 飾演者胡家瑛為童年時期演出者胡家瑋的姊姊。                       |
| 向父         | 韓甦   | 依虹之父親，在關渡火車站任副站長。                               |
| 陸鐵功       | 魯直   | 依虹父親工作的夥伴。                                             |

### 曾家
| 角色名   | 飾演者 | 備註                                                                                                   |
| -------- | ------ | --- |
| 曾老太太 | 張冰玉 | 依虹婆婆，一直對依虹抱持家世門戶之見，因而婆媳關係不睦，並使依虹在丈夫死後，決定帶著灣灣返回娘家居住。 |
| 曾美燕   | 王琦   | 依虹小姑，也是臨秋大學同學，對臨秋亦有好感，在得知臨秋與依虹之間的感情後相當不悅。                     |
| 曾志平   | 佘仰聲 | 美燕舅舅，曾老太太胞弟。                                                                               |

### 李家/僕人/朋友/醫生
| 角色名 | 飾演者 | 備註                                                                                           |
| ------ | ------ | ---------------------------------------------------------------------------------------------- |
| 李維帆 | 曹健   | 依虹任職公司的上司，也與曾老太太為舊識。後與依虹結婚，卻發現自己的健康亮起紅燈。               |
| 佟嫂   | 李偉   | 維帆的家僕。                                                                                   |
| 吳英浩 | 雷鳴   | 維帆的多年老友。                                                                               |
| 江陵燕 | 沈雪珍 | 知名時裝設計師，李維帆的前任女友，對維帆仍難以忘情。但最終仍舊決定退讓，成全維帆與依虹的婚姻。 |
| 本亭   | 王孫   | 治療李維帆肺氣腫的醫生。                                                                       |

### 臨秋公司同事
| 角色名     | 飾演者 | 備註         |
| ---------- | ------ | ------------ |
| 羅總工程師 | 吳國良 | 臨秋的上司。 |
| 小秦       | 林在培 | 臨秋的同事。 |

### 依虹公司同事
- 江副理：嚴仲

依虹任職公司內的中階主管。
- 何主任：楊劍虹

依虹任職公司內的中階主管。
- 歐陽美：唐琪

依虹的同事。

### 其他角色
- 陸太太：姚小璋
- 承恩：孫樹揚（童星）

依虹與臨秋的骨肉。患有先天性心臟病。
- 老方：王宇

趙大海跑商船時期的同船船員，由於對船上大副心生不滿意圖以私貨栽贓，遭大海作證而坐牢五年。但在他入獄期間，大海仍持續照顧其家人。
- 承恩的主治醫師：高明
- 丁仲 等

## 得獎紀錄
- 在1981年第16屆金鐘獎中，《秋水長天》一舉奪得電視金鐘獎四項大獎：
  - 導播獎：黃以功
  - 編劇獎：夏美華
  - 兒童演員獎：胡家瑋
  - 女演員獎：蕭芳芳

## 重播時間
未註明頻道名稱者，皆在台視主頻道播映。
1. 1981年11月20日－1981年12月31日，台視主頻道，21:30~22:25。
2. 2010年4月30日－2010年，台視國際台
3. 2011年8月4日－2011年9月14日，台視健康娛樂台

2010年起的台視重播版本，則以大多保留首播版畫面風格的方式將片頭統一重製（但工作人員與演員表均有漏列），並非首播時的各集原始版本。
2019年10月，YouTube「台視官方頻道」開始發布本劇台視官方完整版，保留首播時字幕，但因版權因素刪除主題曲。

## 相關軼聞
本劇是劉德凱相當難忘的作品，當時他年僅23歲，才退伍不久，就被黃以功提拔擔當男主角。劉德凱印象中最深的，是他很不確定自己能不能挑起這個重擔，結果黃以功告訴他「你就『演自己』就好了」。2005年12月15日，劉德凱自承「當時我真的不懂表演是什麼玩意」，但黃以功認為男主角夏臨秋的活潑、天真、痴情就是他的翻版；也因為合作對象是蕭芳芳，讓他受益極大。劉德凱表示，他受蕭芳芳的影響很大：蕭芳芳是屬於方法表演者，就像梅莉史翠普，即使NG 9次，每個小動作都在，一開始真的讓他嚇到。蕭芳芳在拍攝本劇當時，就已經為宿疾所苦。劉德凱回憶，當時某天在片場，他無意間步行到佈景後頭，結果意外看到蕭芳芳正在撞牆。原來蕭芳芳深為耳疾、頭痛所苦，但敬業的她不願在人前發作影響拍攝，所以偷偷躲起來等到痛苦結束，再一臉若無其事的出現繼續拍戲。
1985年4月，林在培評論自己在本劇中飾演的小秦：「台視《秋水長天》中的那個角色，生長於宗教背景家庭。他的內心充滿仇恨，和他所受的教養衝突，衍生出許多戲。」

## 外部連結
| 台灣電視公司 星期一至五21:30~22:25及星期六22:00~22:55 | 台灣電視公司 星期一至五21:30~22:25及星期六22:00~22:55 | 台灣電視公司 星期一至五21:30~22:25及星期六22:00~22:55 |
| ----------------------------------------------------- | ----------------------------------------------------- | ----------------------------------------------------- |
|                                                       | 秋水長天 （1980年5月12日 - 1980年6月14日）            |                                                       |
| -                                                     | 彩雲歸 （1980年6月16日 - 1980年7月19日）              |                                                       |
| 台灣電視公司 星期一至六21:30~22:15                    |                                                       |                                                       |
| 彩雲千里 （1981年10月7日 - 1981年11月19日）           | 秋水長天 （1981年11月20日 - 1981年12月31日）          | 網住一片情 （1982年1月4日 - 1982年2月25日）           |